# Geschiedenis van Kazachstan
Deze pagina geeft een overzicht van de geschiedenis van Kazachstan van de prehistorische tot de moderne tijd.

## Prehistorie

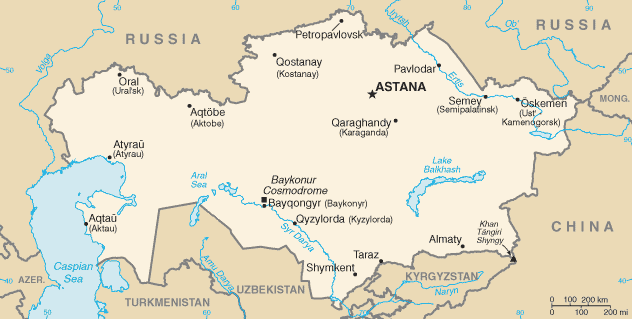
Kaart van Kazachstan

De eerste sporen van menselijk bestaan in Kazachstan dateren waarschijnlijk van een miljoen jaar geleden. Groepen als de Pithecanthropus en de Sinanthropus leefden toen in het Karataugebergte. 140.000 tot 40.000 jaar geleden woonden er Neanderthalers in het Karataugebergte en in Centraal-Kazachstan. 
40.000 tot 12.000 jaar geleden arriveerden de eerste moderne Homo sapiens in Zuid-, Centraal- en Oost-Kazachstan. De eerste sporen van kampeerplekken dateren terug tot de periode vlak na de laatste ijsperiode, ongeveer 12.000 tot 5.000 jaar geleden. Deze kampeerplekken zijn door geheel Kazachstan gevonden en werden bewoond door jagers. Deze jagers waren waarschijnlijk de hoofdverantwoordelijken voor het uitsterven van grote diersoorten als de mammoeten en de wolharige neushoorn.
Ongeveer 5000 jaar v.Chr. begon met de Kelteminarcultuur in Zuidwest-Kazachstan de eerste veeteelt, met name geiten en schapen, en een geringe akkerbouw. Van de Botajcultuur (3600 tot 3100 v.Chr.) wordt vermoed dat zij de eerste waren die gebruik maakten van paarden. Door heel Kazachstan wordt ook nog aardewerk en stenen werktuigen uit deze tijd gevonden. 
In de daaropvolgende kopertijd werden de eerste koperen voorwerpen gemaakt. In het tweede millennium v.Chr. ontstonden de eerste ijzermijnen.

## Oudheid

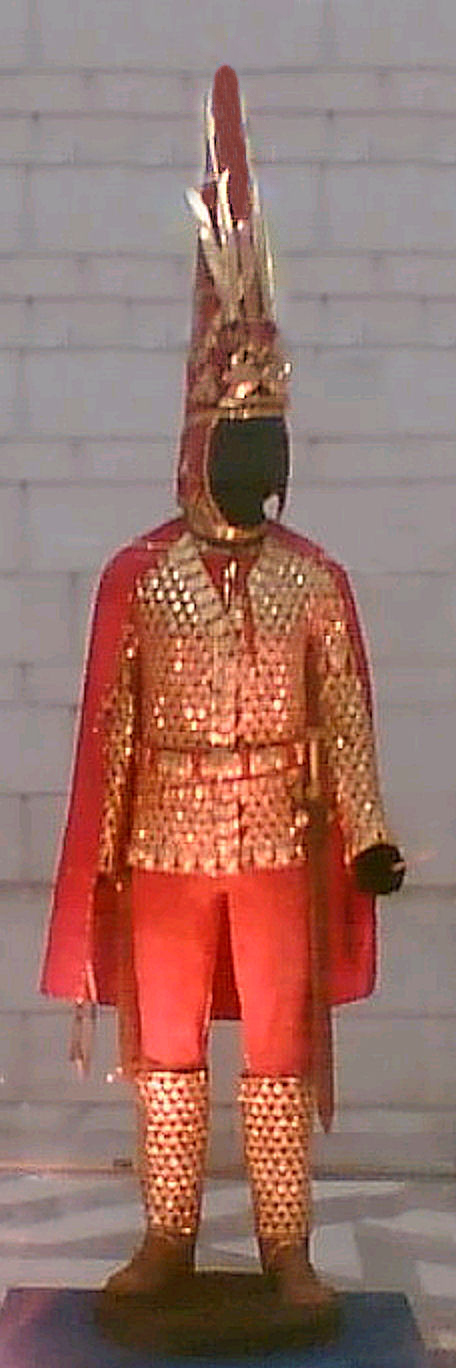
Het gouden harnas van een Saka-krijger

Klimaatsveranderingen die duurden van 2000 v. Chr. tot 1000 v. Chr. leidde tot massale volksverhuizingen. Veel stammen trokken noordwaarts richting de bos-steppezone. Rond het jaar 1000 v. Chr. vonden nieuwe stammen hun weg richting Kazachstan en zij mengden zich met de oorspronkelijke bewoners van het land. Tussen 500 v. Chr. en 300 n. Chr. bood Kazachstan een thuis aan nomadische oorlogszuchtige stammen, de Saken, Skythen en Sarmaten. In het oosten woonden de Wusun.
In de eerste helft van de 4e eeuw na Christus verschijnen de Chionieten op het toneel, gevolgd door de Europese Hunnen, die in 375 de Wolga overschreden en grote delen van Europa veroverden.
In de zesde eeuw kwam het Rijk der Göktürken op.

## Middeleeuwen
In 766 stichten de Karlukken, een verzameling van Turkse stammen, een staat in wat nu Oost-Kazachstan is. De Arabieren veroverden in de 8e en 9e eeuw verschillende zuidelijke delen van Kazachstan en introduceerden de islam in de regio.
Tijdens de vroege middeleeuwen ontstonden verschillende onafhankelijke staten op., waarvan Oghuz Yabgu en het kanaat van de Karachaniden de bekendste zijn. In dezelfde tijd hadden de Kimekken en Kyptsjaken de macht in het oosten van het land. Dit duurde van ongeveer 1100 tot 1220. De grootste woestijn in het centrum van Kazachstan heet nog steeds de Kiptsjak-steppe.
Vanaf halverwege de 12e eeuw begonnen de Mongolen vanuit het oosten het land binnen te dringen. Het gebied viel pas vanaf de Mongoolse invasie in 1219 onder leiding van Dzjengis Khan onder hun gezag. Aan het begin van de 14e eeuw was het Mongoolse Rijk grotendeels uiteengevallen in verschillende facties.
Het Kazachse kanaat werd in 1465 opgericht door Janybek Khan en Kerei Khan. Dit gebeurde in het Zevenstromenland. Onder leiding van Kasym Khan (1511–1523) breidde de staat zich snel uit. Hij stelde ook de eerste soort grondwet op. Het kanaat had niet altijd een gemeenschappelijke regering. Het volk was verdeeld in drie hordes, oftewel een confederatie van stammen met elk hun eigen leefgebied. Er was een Grote Horde, een Middelste horde en een Kleine horde. Zij kozen wel altijd een gemeenschappelijke kan.

## Verovering door Rusland (1730–1917)
De eerste Russische handelaren en soldaten verschenen in de 17e eeuw aan de noordwestgrenzen van Kazachstan. Kozakken stichtte forten op de plekken waar nu de steden Oral en Atıraw liggen. Zij waren in staat op te rukken doordat de Kazachen druk waren doordat het Zungharkanaat vanuit het oosten langzaam het Kazachse grondgebied binnendrong. Tijdens de Grote Terugtocht kwamen de Kazachen steeds meer klem te zitten tussen de Kalmukken in het oosten en de Russen in het noorden. Abul Khayr, de Kazachse Khan, vroeg de Russen in 1730 om bijstand. Hoewel het niet zijn bedoeling was geweest, kregen de Russen de permanente controle over de Kleine horde. In 1798 veroverden zij de Middelste horde. De Grote horde bleef onafhankelijk tot ongeveer 1820. Toen moesten zij de Russen opnieuw verzoeken om bijstand omdat zij bedreigd werden door het Kokandkanaat. Russische annexatie leek de minste van twee kwaden. De gebieden die overbleven werden stuk voor stuk opgenomen in Russisch Turkestan.
De bouw van Russische forten leidde tot de vernietiging van een groot deel van de oorspronkelijke economie. Tot dan toe waren er veel rondtrekkende stammen met hun kuddes. De definitieve klap voor deze groep kwam toen Russische kolonisten zich in de jaren negentig van de 19e eeuw massaal vestigden in de vruchtbare gebieden in Noord- en Oost-Kazachstan. In 1906 werd de aanleg van de Trans-Aralspoorlijn afgerond, waardoor Orenburg en Tashkent voortaan met elkaar verbonden waren. Tussen 1906 en 1912 vonden nog eens een half miljoen Russische boeren hun weg naar Kazachstan. Dit was een onderdeel van de hervormingen van Pjotr Stolypin, de Russische minister van Binnenlandse Zaken. De maatregelen leidde tot hongersnood en een toenemende sterfte, omdat de watervoorraad onvoldoende was. Ook was er te weinig vruchtbaar land om iedereen te kunnen voeden.
Veel Kazachen sloten zich daarom in 1916 aan bij de Basmatsjiopstand toen zij werden opgeroepen om te dienen in het Russische Keizerlijke Leger. De tsaar had daar in juli 1916 opdracht toe gegeven. Hij had extra troepen nodig vanwege de oorlog met Duitsland. Het Russische leger sloeg de opstand met geweld neer. Daarbij verloren duizenden Kazachen het leven, terwijl vele anderen richting China en Mongolië vluchtte.

## Deel van de Sovjet-Unie (1917–1991)
Toen de communisten de macht overnamen boden ook veel Russen en Kazachen verzet. Een groep van seculiere nationalisten die zich de Alash Orda noemde, naar de aartsvader van het Kazachse volk, probeerden een onafhankelijke staat op te richten. Deze staat hield na een kleine drie jaar op te bestaan. Op 26 augustus 1920 gaf hun regering zich over aan de Bolsjewieken.
Na de Russische Revolutie werd voor hen in 1920 de Kirgizische ASSR binnen de Russische Federatie opgericht, die in 1925 werd omgedoopt in Kazachse ASSR en waarvan een jaar later de Kirgizische ASSR werd afgesplitst (de huidige republiek Kirgizië). Het grondgebied werd ook in het westen verkleind: de stad Orenburg, tot dan de hoofdstad van deze autonome sovjetrepubliek, kwam direct onder de Russische Federatie te vallen en Alma-Ata werd de nieuwe hoofdstad. In 1936 werd Kazachstan een volwaardige unierepubliek (SSR) binnen de Sovjet-Unie.
Onder Jozef Stalin werden de nomadische Kazachen gedwongen zich te vestigen. De gedwongen sedentarisering en onderbrenging in kolchozen verdroeg dit nomadenvolk slecht: tussen 1926 en 1939 kwam een kwart van de 4.000.000 Kazachen om het leven. Van elders in de Sovjet-Unie immigreerden, al dan niet (w.o. veel Wolga-Duitsers) vrijwillig, zoveel niet-Kazachen naar het gebied dat de Kazachen allengs tot een minderheid in eigen land dreigden te worden. Bovendien woonden in het noorden van het land al sinds de 17e en de 18e eeuw veel Russen. Ook toen dit gebied in 1920 bij de Kirgizische ASSR werd gevoegd, woonden er meer Russen dan Kazachen.
Dat leidde ertoe dat vooral in het noorden van het land de Kazachen een kleine minderheid vormden.
Tezelfdertijd groeide Kazachstan, vooral vanwege de op zijn grondgebied gelegen Russische lanceerbasis Bajkonoer, in rap tempo uit tot een van de belangrijkste pijlers onder het Russische ruimtevaartprogramma. Deze positie bekleedt Kazachstan, nu als onafhankelijke buurstaat van Rusland, ook tegenwoordig nog, al is Rusland wel bezig met het zoeken naar een geschikte plek op eigen bodem voor de vervanging van Bajkonoer.

## Onafhankelijkheid (1991–heden)

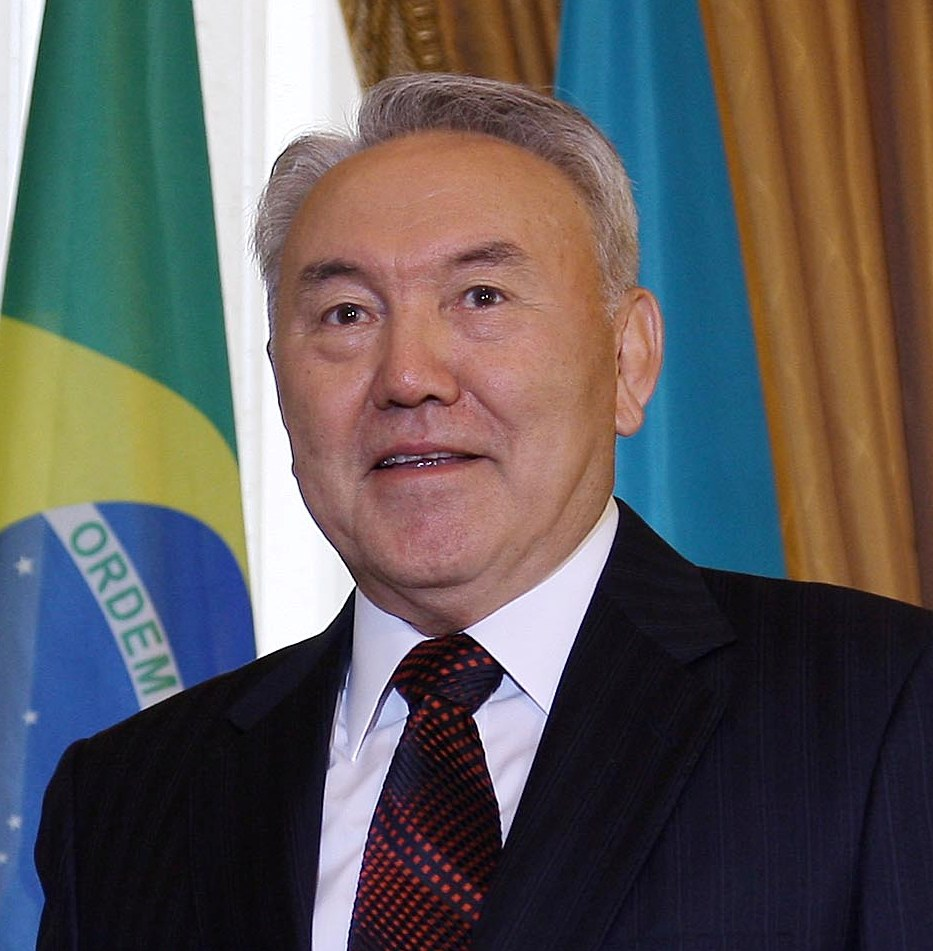
Noersoeltan Nazarbajev, van 1991 tot 2019 de president van Kazachstan

Zijn onafhankelijkheid verkreeg het land in 1991 bij het officieel verlaten van de Sovjet-Unie. Sinds de onafhankelijkheid wordt het land op autoritaire wijze geleid door Noersoeltan Nazarbajev. De verkiezingen voldoen volgens de buitenlandse waarnemers niet aan de internationale standaard en doorgaans wint de regeringspartij OTAN alle zetels. In 2009 werd in de grondwet vastgelegd dat ten minste drie partijen in het parlement moesten zitten. Bij de verkiezingen van 15 januari 2012 zijn inderdaad naast OTAN de twee minst kritische oppositiepartijen in de volksvertegenwoordiging gekomen.
Na het uiteenvallen van de Sovjet-Unie bleef Kazachstan zitten met een groot aantal kernwapens- en materiaal. Bij Semipalatinsk was een testlocatie waar tussen 1949 en 1989 468 kernproeven werden gehouden. De totale kracht hiervan was vergelijkbaar met ongeveer 2600 keer de atoombom die op Hiroshima werd geworpen. De Verenigde Staten maakte zich grote zorgen dat het kernmateriaal in de verschillende voormalige Sovjet-republieken in handen zou vallen van terroristen of een land als Iran. Amerika werkte nauw samen met de regering van Kazachstan bij de ontmanteling van het materiaal. Zo nam de VS in 1994 een grote hoeveelheid hoogverrijkt uranium over van het Centraal-Aziatische land.
In 1997 volgde het noordelijke Aqmola (in de Sovjettijd "Tselinograd" geheten) het excentrisch gelegen en tot Almaty omgedoopte Alma-Ata op als hoofdstad van de nieuwe republiek en zou voortaan Astana (hoofdstad) worden genoemd. De regering-Nazerbajev meende zich zodoende beter teweer te kunnen stellen tegen allengs ontwakende separatistische tendensen in het noorden van het land. Bovendien, zo argumenteerde men verder, zou het door hoge bergen omringde Almaty zich slecht lenen voor toekomstige uitbreiding, was het veel te gevoelig voor aardbevingen en viel het iedere zomer weer ten prooi aan verstikkende smog van onrustbarende omvang.
Kazachstan kent een grote Russischtalige bevolking. Na de inname van de Krim in februari 2014 wordt er met argusogen gekeken naar het noordelijke buurland. Enerzijds heeft Kazachstan een goede band met Rusland. Zo vormden beide landen samen met een drietal andere landen in 2015 de Euraziatische Economische Unie, een economische unie naar het model van de Europese Unie. Anderzijds is de Kazachse regering huiverig dat Moskou de aanwezigheid van de grote groep Russischsprekenden zou kunnen gebruiken om het land binnen te vallen. De Kazachse regering zet vol in op het kweken van een eigen nationale identiteit en waar mogelijk wordt daarbij afstand genomen van Rusland. Dit beleid dateert overigens al van voor het Russisch ingrijpen in de Krim. Kazachstan wil bijvoorbeeld per 2025 overstappen op het Latijns alfabet in plaats van het Cyrillisch schrift. Een andere manier is het financieren van films waarbij wordt teruggegrepen op de Kazachse geschiedenis.
President Nazarbajev kondigde in maart 2019 per direct zijn aftreden aan. Hij werd voorlopig opgevolgd door parlementsvoorzitter Kassym-Jomart Tokajev.
In januari 2022 vonden er grote demonstraties plaats na de sterke stijging van de prijs van lpg. De regering van Kazachstan besloot hierop af te treden.
Geschiedenis van:
Afghanistan · 
Armenië · 
Azerbeidzjan · 
Bahrein · 
Bangladesh · 
Bhutan · 
Brunei · 
Cambodja · 
China · 
Filipijnen · 
Georgië · 
India · 
Indonesië · 
Irak · 
Iran · 
Israël · 
Japan · 
Jemen · 
Jordanië · 
Joodse Autonome Oblast · 
Kazachstan · 
Kirgizië · 
Koeweit · 
Korea (Noord-Korea, Zuid-Korea) · 
Laos · 
Libanon · 
Malediven · 
Maleisië · 
Mongolië · 
Myanmar · 
Nepal · 
Oezbekistan · 
Oman · 
Oost-Timor · 
Pakistan · 
Palestina · 
Qatar · 
Rusland ·  
Saoedi-Arabië · 
Siberië · 
Singapore · 
Sri Lanka · 
Syrië · 
Tadzjikistan · 
Taiwan · 
Thailand · 
Tibet · 
Toeva · 
Turkije · 
Turkmenistan · 
Verenigde Arabische Emiraten · 
Vietnam · 
Xinjiang
Midden-Oosten · Centraal-Azië · Zuid-Azië